# Alexandre Kojève
Alexandre Kojève, francoski filozof, * 28. april 1902, Moskva, Rusko cesarstvo, † 4. junij 1968, Bruselj, Belgija. 
Velja za enega vplivnih interpretov Heglove filozofije.

## Življenje
Rodil se je kot Aleksandr Vladimirovič Koževnikov (Алекса́ндр Влади́мирович Коже́вников) 28. aprila 1902 v premožni in vplivni ruski družini. Njegov stric je bil začetnik abstraktnega slikarstva Vasilij Vasiljevič Kandinski. Po ruski revoluciji je družina emigrirala v Nemčijo. Izobraževal se je na univerzah v Berlinu ter v Heidelbergu. Na slednji je doktoriral pod mentorstvom Karla Jaspersa in sicer iz religiozne filozofije ruskega mistika Vladimirja Solovjova.
V mladosti sta nanj najbolj vplivala filozof Martin Heidegger in zgodovinar Alexandre Koyré. Večino svojega življenja preživel v Franciji, kamor se je preselil leta 1928. Najbolj ustvarjalna so leta od 1933 do leta 1939, ko je na EPHE vodil niz seminarjev o Heglovi Filozofiji duha. Predavanja o tem zahtevnem filozofu so postala hitro priljubljena. Mdr. so jih obiskovali André Breton, Brice Parain, Eric Weil, Georges Bataille, Henry Corbin, Jacques Lacan, Jean Hyppolite, Jean-Paul Sartre, Jean Wahl, Maurice Merleau-Ponty, Michel Leiris, Patrick Waldberg, Pierre Klossowski, Raymond Aron, Raymond Queneau, Robert Marjolin, Roger Caillois, Tarō Okamoto in Hannah Arendt z Güntherjem Andersom. 
Leta 1937 mu je bilo podeljeno francosko državljanstvo. Med drugo svetovno vojno je bil nastanjen v Marseillu, kjer je sodeloval z odporniškim gibanjem. Po drugi svetovni vojni je bil nekaj let brezposeln. Službo mu je ponudil ekonomist in politik Robert Marjolin, sprva na raziskovalnem inštitutu, kasneje na francoskem ministrstvu za gospodarstvo, kjer je vodil resor za EGS. 
Bil je poliglot. Razumel je kitajščino, tibetanščino, latinščino ter klasično grščino. Tekoče je govoril francosko, nemško, rusko in angleško. 
Umrl je leta 1968 v Bruslju, kmalu po tem, ko je podal svoj izjemno pomemben govor na svetu tedanje Evropske Unije, kjer je predstavljal Francijo.

## Filozofija
Alexandre Kojève je interpretiral Hegla na sodoben način, s čimer je vplival na veliko pomembnih francoskih intelektualcev. Osredotočil se je na Heglovo filozofijo zgodovine, najbolj znan pa je po svoji tezi o koncu zgodovine. Kojève je ustvaril izvirno interpretacijo z branjem Hegla prek dvojnih leč Marxovega materializma in Heideggrove ontologije.
Za Hegla je človeška zgodovina, le zgodovina misli, ki poskuša razumeti sama sebe in njeno relacijo do sveta. Domneva, da se je zgodovina začela z enotnostjo, v katero je potlej vstopil človek in uvedel razdelitev ter dualizem. Človek poskuša odpraviti ta zaporedja odtujitve in omogočiti odvijanje zgodovine, vendar s tem početjem ustvari nove delitve, katere mora potlej tudi premagati. Hegel vidi možnost historične sprave, ki leži v racionalnem zavedanju globlje ležeče enotnosti  -  manifestacije absolutnega duha, ki vodi k temu, da človeštvo prehaja k koncu zgodovine.
Kojève poskuša ideji univerzalnega zgodovinskega procesa in spravo poenotiti in ju sintetizirati s teorijami Marxa in Heideggerja. Vzel je Marxovo produktivno filozofijo in jo obdal s pogoji materialnega iskanja in ideološkega truda. Na podlagi Heideggerja, definira to filozofijo kot radikalno časovno, ki prepozna in vzame nazaj svojo moralnost, katero osvobodi determinizma in metafizične iluzije, kar ji omogoča, da ustvari lastno realnost skozi izkušnje.